# Accipiter trinotatus
El gavilán colipinto (Accipiter trinotatus) es una especie de ave accipitriforme de la familia Accipitridae endémica de Indonesia.

## Distribución y hábitat
Se encuentra únicamente en las selvas tropicales de la isla de Célebes y algunas islas menores aledañas.